# Даниеле Падели
Даниеле Падели (на италиански: Daniele Padelli) е италиански футболист, вратар, който играе за Удинезе.

## Кариера

### Ранна кариера
Падели преминава през школите на Леко през 2001 г. и след това в Комо през следващата година. През 2004 г. той се прехвърля в Сампдория, играейки за тяхната примавера, преди да бъде даден под наем на Пицигетоне в Серия Ц1, а след това и на Кротоне.

### Ливърпул
На 12 януари 2007 г. той е преотстъпен на Ливърпул до края на сезона с опция за закупуване. Треньорът на Ливърпул Рафаел Бенитес казва: „Той е добър млад вратар, избран за националния си отбор.“ „Падели ще бъде добър вариант за бъдещето.“ Прави дебюта си за клуба на 13 май 2007 г. срещу Чарлтън Атлетик в последния мач от сезон 2006/07, и става първият италианец, който някога е играл за клуба. Той обаче допуска 2 гола в разочароващо равенство за червените. Падели се завръща в Сампдория на 8 юни 2007 г.

### Пиза
На 5 юли 2007 г. е официално преотстъпен на Пиза Калчо в Серия Б, играейки няколко приятелски мача за страната, както и представяне в Копа Италия срещу Наполи. В първия кръг той остава на пейката, играейки в четвъртия кръг (0:3) срещу Бреша Калчо. Сезонът му завършва само със 7 мача и 10 допуснати гола. През 2008/09 г. е в Авелино с опция за постоянно преминаване. С бианковердите той има 15 участия и в края на сезона се връща в Сампдория.

### Бари
На 2 юли 2009 г. той преминава в Бари с клауза за закупуване, където е резерва на Жан-Франсоа Джил. Падели прави своя дебют в Серия А на 9 май 2010 г. в мача с Удинезе (3:3). На 29 юли 2010 г. наемът му е подновен и за сезон 2010/11.

### Удинезе
На 31 август 2011 е обявено, че е преотстъпен на Удинезе Калчо с опцията те да изкупят 50% от правата му. На 27 август 2012 г. е продаден на Удинезе, където прекарва сезона като резерва, играейки само 12 пъти във всички официални състезания.

### Торино
На 29 май 2013 г. Падели преминава в Торино със свободен трансфер, където е титуляр. Той дебютира в третия кръг на Копа Италия. Падели играе във всеки мач от сезон 2013/14, който завършва с класирането на Торино за Лига Европа, общо с 38 мача.
След пристигането на Джо Харт от Манчестър Сити, Падели губи мястото си в стартовия състав и завършва сезона с изтичането на договора му. Падели завършва престоят си в Торино след четири сезона и 116 изяви в Серия А, Копа Италия и Лига Европа.

### Интер
Даниеле Падели преминава Интер през юни 2017 г.

## Успехи
Интер
- Серия А: 2020/21[12]